# Araeolaimus tchupensis
Araeolaimus tchupensis is een rondwormensoort uit de familie van de Diplopeltidae.